# Action (journal)
Pour les articles homonymes, voir Action.
Action est un journal militant créé au début de Mai 68 par le journaliste Jean Schalit. Le premier numéro, sorti le 7 mai 1968, lance un appel à la « grève générale et à l'insurrection permanente ». De mai 1968 à juin 1969, le journal publie 47 numéros
Reprenant le nom d'un hebdomadaire résistant, Action, disparu en 1952, il sert de relais aux revendications de plusieurs mouvements étudiants dont le Mouvement du 22-Mars, l’Union nationale des étudiants de France (UNEF) et les Comités d’action lycéens (CAL).

## Action

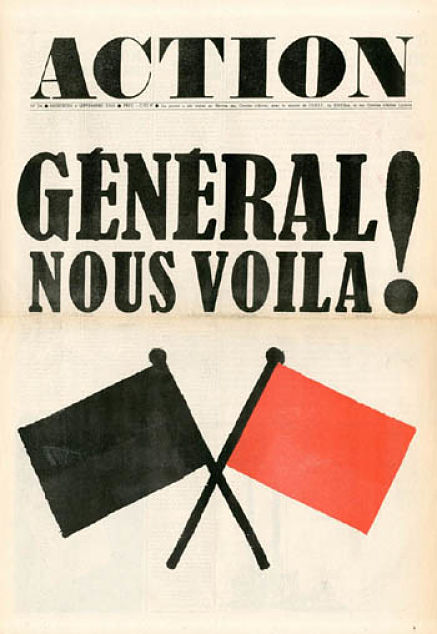

Jean Schalit, ex-dirigeant de l'Union des étudiants communistes (UEC) avait rénové la revue Clarté, organe de presse de l'UEC . Dès le 4 mai, il propose à l'« état-major » étudiant (l'UNEF, la JCR, le Mouvement du 22-Mars) la création d'un journal. L'idée, lancée par Laurent Jézéquel, est acceptée. Le journal, encore en projet, porte déjà un nom de code: Guérilla. Schalit travaille avec des camarades exclus comme lui de l'UEC, Laurent Jézéquel, qui avait fondé le Centre de recherche et d'intervention révolutionnaire avec André Sénik, Henri Nallet et Nicolas Boulte, le président la Jeunesse universitaire chrétienne 
André Sénik, Laurent Jézéquel et Jean Schalit proposent à l'état-major informel du mouvement (représenté par l'UNEF, la JCR, le Mouvement du 22 mars, les maoïstes et le Comité national d'action lycéen) d'éditer un journal qui va ensuite devenir brièvement quotidien. Parmi les autres rédacteurs, Michel-Antoine Burnier, Frédéric Bon, Serge Bosc, Jean-Marcel Bouguereau, Bernard Kouchner, Jean-Paul Dollé, Guy Tissier, Marc Kravetz, ainsi que Jérôme Savary, André Glucksmann (alors assistant de Raymond Aron à la Sorbonne), et les dessinateurs Siné, Jean Bosc, Jean-Pierre Desclozeaux, Reiser, Wolinski, Willem. Jean-Pierre Vigier occupe le poste de directeur de la publication.
Les 50 000 exemplaires du no 1 du journal, sont vendus à la criée dans la rue au cours de la manifestation du mardi 7 mai. Dans ce premier numéro, Guy Hocquenghem a écrit un article, intitulé « Pourquoi nous nous battons ». 
Le dimanche 12 mai, le quotidien Combat envisage de faire distribuer aux participants à la manifestation du lendemain 13 mai, par des lecteurs volontaires, un numéro spécial gratuit. Simultanément, des étudiants demandèrent à l'imprimerie de Combat de tirer le journal Action. Puis le lundi 13 mai au matin: communiqué de la direction du quotidien Combat: « des personnes se disant mandées par une organisation syndicale affiliée à la CGT se sont rendues à l'imprimerie de Médan. Elles ont exigé l'arrêt immédiat de l'impression d'Action et, bien sûr, refusé celle du numéro spécial de Combat. Après au moins trois heures de palabres, ces mêmes représentants ont fini par accepter l'impression du journal Action, tout en continuant de refuser obstinément celle de notre numéro spécial ».
Le deuxième numéro de Action ne sort que le 13 mai. Action, journal hebdomadaire « réalisé au service des Comités d'action », devient rapidement quotidien, tirant jusqu'à 100 000 exemplaires. Le journal, très graphique, adopte le principe des « unes-affiches », souvent composées par le graphiste Roman Cieslewicz.
Pour Michel-Antoine Burnier, « les trois premiers numéros d'Action, sortis dans l'effervescence de Mai 68, sont des journaux militants assez classiques qui expriment un cri. C'est un journal porte-parole qui veut diffuser le récit gauchiste de la révolte. Le journal ne trouve son allure et son style qu'à partir du 5 juin 1968, quand les imprimeurs reprennent le travail, avec des unes-affiches faites par les types des Beaux-Arts ».
La parution d'Action s'interrompt en juillet 1968. Une tentative de relance du titre sous forme d'un quotidien diffusé par les NMPP a lieu en mai 1969, au moment de l'élection présidentielle, mais elle ne rencontre pas le succès. Action disparait définitivement le 2 juin 1969, après 46 numéros parus.